# Norðausturkjördæmi
Norðausturkjördæmi (en español Noreste) es una de las seis circunscripciones (kjördæmi) de Islandia. Su capital es Akureyri.

## Geografía
Limita con las circunscripciones de Norðvesturkjördæmi, al occidente, y Suðurkjördæmi, al suroriente. Al norte la baña el océano Ártico.Incluye los glaciares de Þrándarjökull y Tungnafellsjökull y, en su zona soroccidental, la parte norte del mayor de todo el país, el Vatnajökull.

## Administración

### Composición
La circunscripción incluye 22 municipios, cinco condados y dos regiones.
- Municipios: Akureyri, Borgarfjarðarhreppur, Breiðdalshreppur, Dalvík, Djúpivogur, Eyjafjarðarsveit, Fjallabyggð, Fjarðabyggð, Fljótsdalshérað, Fljótsdalshreppur, Grýtubakkahreppur, Hörgársveit, Langanesbyggð, Norðurþing, Seyðisfjörður, Skútustaðahreppur, Svalbarðshreppur, Svalbarðsstrandarhreppur, Þingeyjarsveit, Tjörneshreppur y Vopnafjörður.
- Condados: Eyjafjarðarsýsla, Norður-Múlasýsla, Suður-Múlasýsla, Norður-Þingeyjarsýsla y Suður-Þingeyjarsýsla.
- Regiones: Austurland[1] y Norðurland eystra.

### Ciudades
Las localidades con estatus de ciudad, organizadas por por número de habitantes, son las siguientes 12:
- Akureyri (17.481)
- Húsavík (2.296)
- Reyðarfjörður (2.238)
- Egilsstaðir (2.200)
- Dalvík (1.800)
- Siglufjörður (1.438)
- Neskaupstaður (1.400)
- Eskifjörður (1.068)
- Ólafsfjörður (946)
- Seyðisfjörður (802)
- Vopnafjörður (682)
- Fáskrúðsfjörður (611)